# Oberhausen an der Nahe
Oberhausen an der Nahe è un comune di 399 abitanti della Renania-Palatinato, in Germania.
Appartiene al circondario (Landkreis) di Bad Kreuznach (targa KH) ed è parte della comunità amministrativa (Verbandsgemeinde) di Rüdesheim.
Come indica il nome, il territorio comunale è bagnato dalle acque del fiume Nahe, affluente diretto del Reno.